# Fomalhaut-Nunatak
Der Fomalhaut-Nunatak ist ein isolierter und rund 900 m hoher Nunatak mit abgeflachtem Gipfel im Westen des Palmerlands auf der Antarktischen Halbinsel. Er ragt 10,7 km östlich des Mount Alpheratz auf.
Das UK Antarctic Place-Names Committee benannte ihn 1976 nach dem Stern Fomalhaut im Sternbild Südlicher Fisch.